# Bass Rock

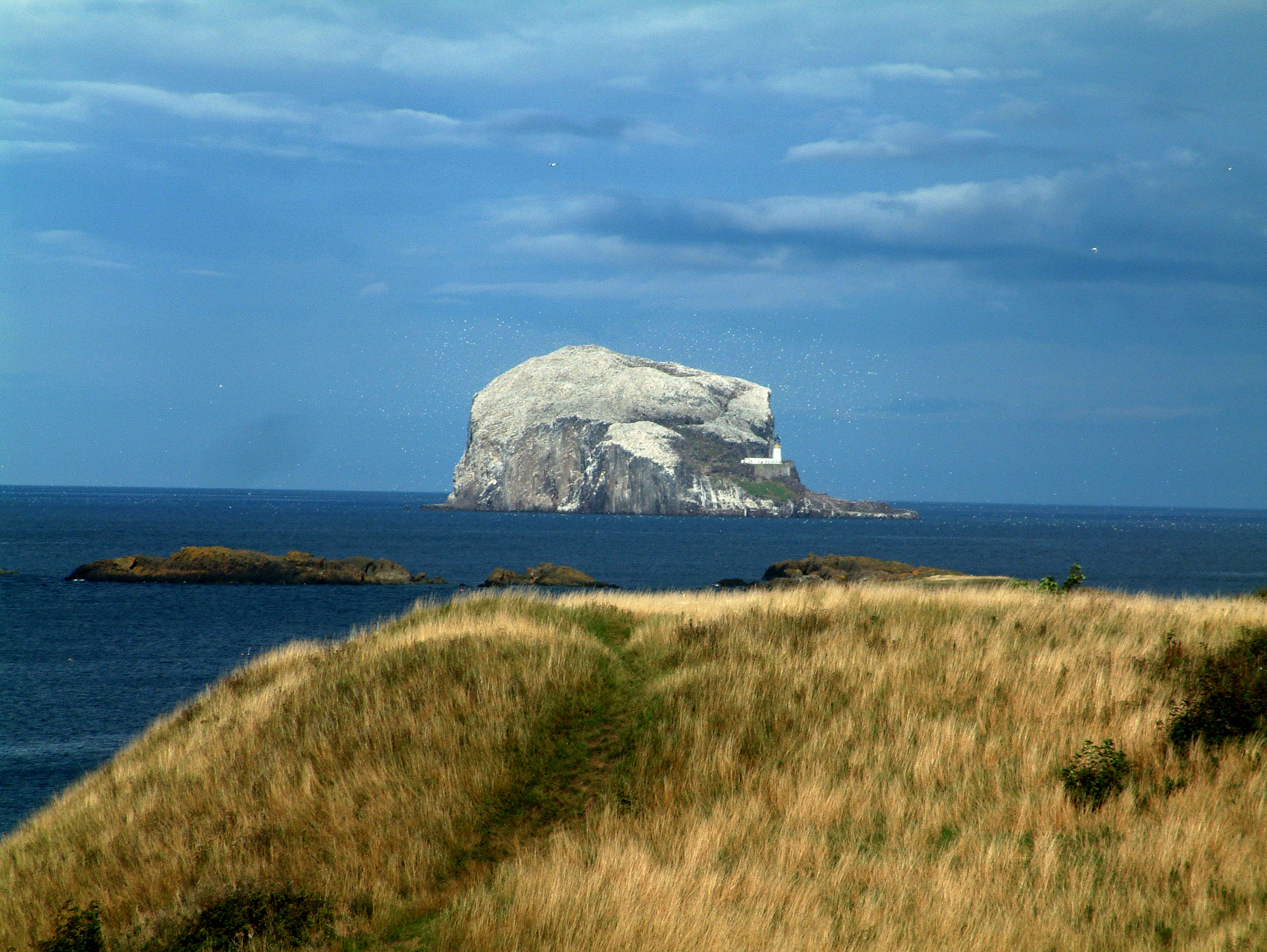
Bass Rock

Skalní ostrov Bass Rock leží ve Skotsku, v kraji Východní Lothian, v zálivu Firth of Forth, nedaleko města North Berwick. Ostrov je vulkanického původu, je kolem 110 m vysoký a obvodovou délku má asi 1,6 km. Ostrov je v současnosti znám hlavně čtyřicetitisícovou kolonií terejů bílých, kteří jsou nedílnou součástí ostrova, kolem něhož neustále krouží. Bass Rock je spolu se souostrovím St. Kilda největším domovem těchto ptáků.
V minulosti sloužil ostrov pro svoji nesnadnou přístupnost jako věznice. Ostrov také koncem 17. století na nějaký čas zabrali jakobité, když vedli boje v této oblasti.